# Кульпино (Дмитровский городской округ)

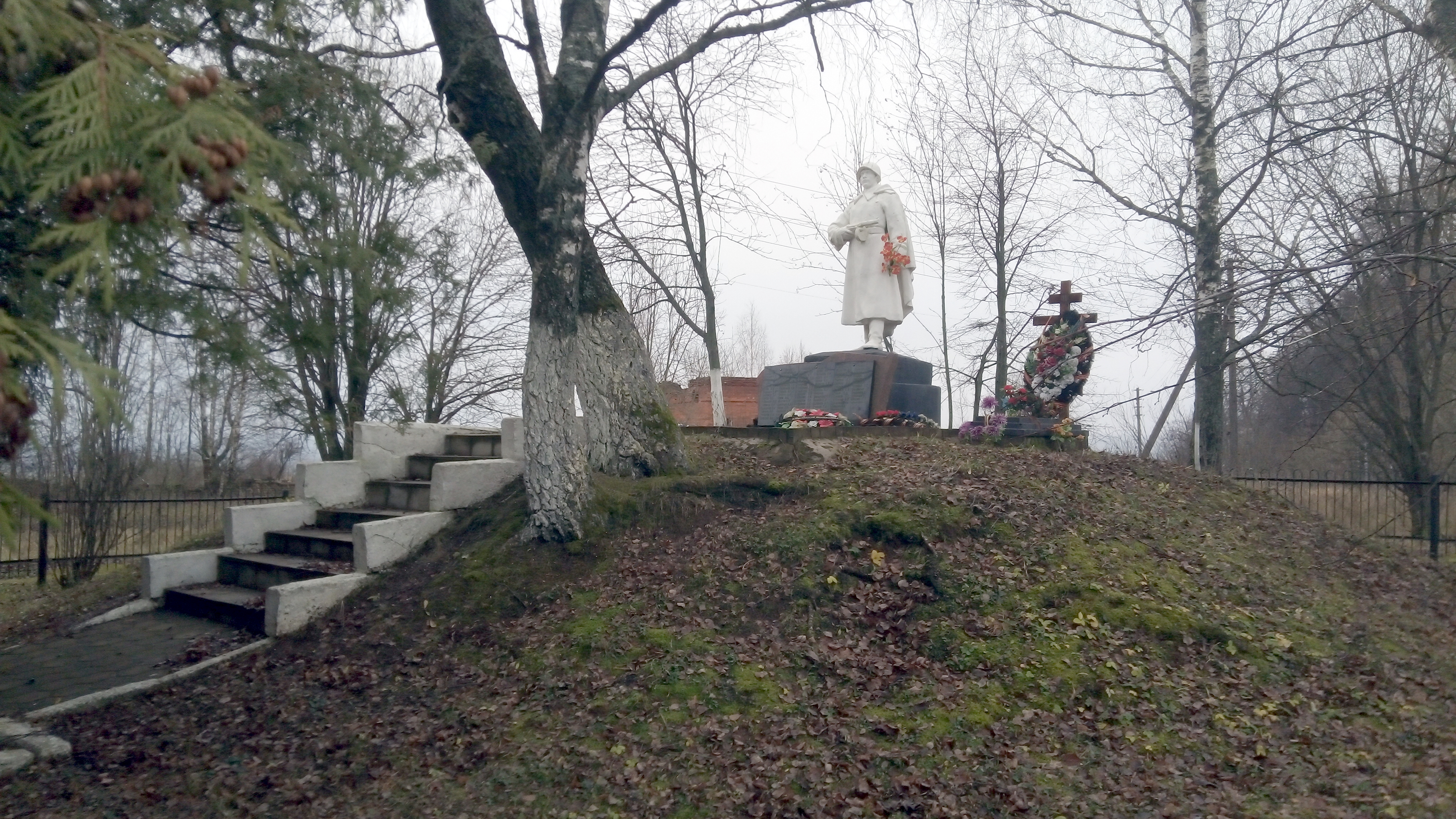
Братская могила.

Кульпино — деревня в Дмитровском районе Московской области, в составе сельского поселения Синьковское. Население — 80 чел. (2010). В 1994-2006 годах Кульпино входило в состав Кульпинского сельского округа.

## Расположение
Деревня расположена в западной части района, недалеко от границы с Солнечногорским, примерно в 23 км к западу от Дмитрова, на возвышенности Клинско-Дмитровской гряды, высота центра над уровнем моря 212 м. Ближайшие населённые пункты — Костино на юго-западе, Семёновское на северо-западе, Пешково на северо-востоке и Глухово на юге. Через деревню проходит региональная автодорога Р-113 Рогачёвское шоссе.

## Население
| 2002 | 2006 | 2010 |
| ---- | ---- | ---- |
| 73   | →73  | ↗80  |